# Chó đẻ răng cưa
Cây chó đẻ răng cưa hay còn gọi là cây chó đẻ, diệp hạ châu, diệp hạ châu đắng, cây cau trời. Tên Hán Việt khác: trân châu thảo, nhật khai dạ bế, diệp hậu châu. Cây có hạt tròn xếp thành hàng dưới lá nên gọi là diệp hạ châu (diệp: lá, hạ: dưới, châu: ngọc tròn) (danh pháp hai phần: Phyllanthus urinaria, đồng nghĩa: Diasperus urinaria (Linnaeus) Kuntze; Phyllanthus alatus Blume; P. cantoniensis Hornemann; P. cantoniensis Schweigger (1812), không Hornemann (1807); P. chamaepeuce  Ridley; P. lepidocarpus Siebold & Zuccarini; P. leprocarpus Wight; P. nozeranii Rossignol & Haicour.).

## Miêu tả

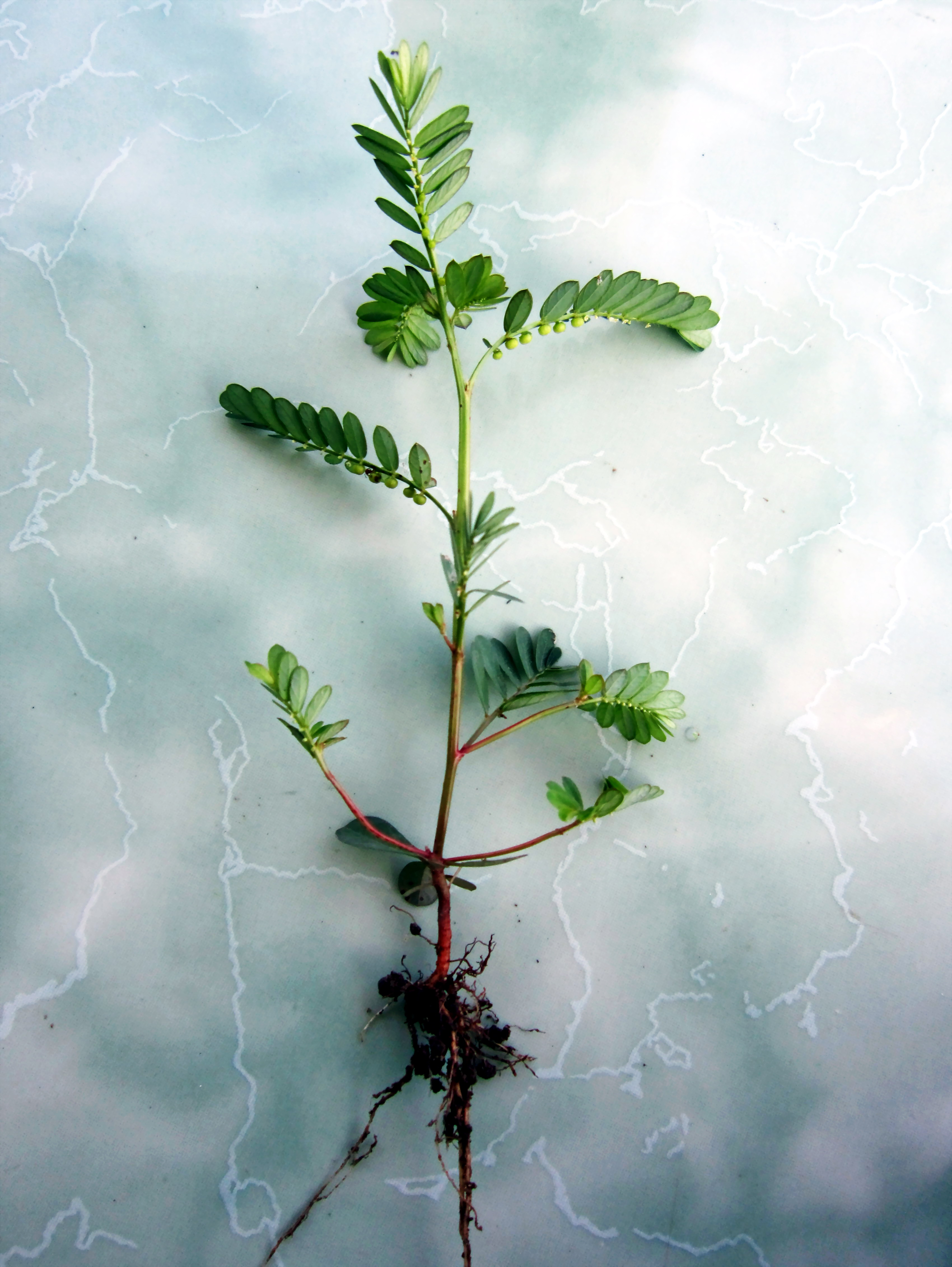
Diệp hạ châu

Cây thân thảo sống một năm (đôi khi lâu năm), mọc thẳng hay nằm bò, cao tới 80 cm; thân cây tạo nhiều nhánh ở gần gốc; các nhánh nằm sóng soài hay thẳng, có cánh, có lông cứng dọc theo một bên. Các lá xếp thành hai dãy; các lá kèm hình trứng-mũi mác, khoảng 1,5 mm, gốc lá kèm có tai dễ thấy; cuống lá kèm rất ngắn; phiến lá mỏng như giấy, thuôn dài hay thuôn dài-trứng ngược hoặc gần như thẳng, đôi khi hơi cong hình lưỡi liềm, kích thước 4-10 x 2–5 mm, phần xa trục màu lục xám hoặc nhợt nhạt, hoặc đôi khi nhuốm màu ánh đỏ, phần gần trục màu lục tươi hay sẫm, gốc lá chủ yếu tù, đôi khi không đối xứng dễ thấy, mép lá có lông rung, đỉnh lá thuôn tròn, tù hoặc có chóp nhỏ nhọn đầu; các gân lá bên 4-5 cặp, dễ thấy.
Cây đơn tính cùng gốc. Hoa đực mọc thành chùm 2-4 hoa dọc theo phần ngoại biên của các cành nhỏ, lá đài 6, hình elip tới thuôn dài-trứng ngược, kích thước 0,3-0,6 x 0,2-0,4 mm, màu trắng hơi vàng, đỉnh tù; các tuyến đĩa mật hoa 6, màu lục; nhị hoa 3; chỉ nhị hợp nhất hoàn toàn thành cột mảnh dẻ. Hoa cái dọc theo phần giữa và phần dưới của cành nhỏ, 1 hoa; cuống hoa khoảng 0,5 mm, với 1-2 lá bắc con ở gốc cuống. Cuống hoa khoảng 0,5 mm; lá đài 6, hình trứng tới hình trứng-mũi mác, gần bằng nhau, khoảng 1 mm, mép lá đài dạng màng, màu trắng hơi vàng, không rụng trên quả; đĩa mật hình tròn, nguyên; bầu nhụy hình trứng hay hình cầu, với các vảy nổi dễ thấy; vòi nhụy 3, tự do, chẻ đôi ở đỉnh, các thùy cuốn ngoài. Quả nang hình cầu, đường kính 2-2,5 mm, với các vết nổi hơi đỏ, nốt sần có vảy. Hạt hình 3 mặt, kích thước 1-1,2 x 0,9–1 mm, màu nâu đỏ hơi xám nhạt, với 12-15 lằn gợn ngang rõ nét ở lưng và các mặt, thường với 1-3 vết lõm sâu hình tròn trên mặt. Ra hoa trong khoảng tháng 4-6, kết quả tháng 7-11.

## Phân bố
Sinh sống trên các cánh đồng khô, ven đường, vùng đất bỏ hoang, bìa rừng; dưới độ cao 100–600 m. Phân bố: Ấn Độ, Bhutan, Đài Loan, Indonesia, Lào, Malaysia, Myanma, Nepal, Nhật Bản, Sri Lanka, Thái Lan, Trung Quốc (các tỉnh An Huy, Phúc Kiến, Quảng Đông, Quảng Tây, Quý Châu, Hải Nam, Hà Bắc, Hà Nam, Hồ Bắc, Hồ Nam, Giang Tô, Giang Tây, Thiểm Tây, Sơn Đông, Sơn Tây, Tứ Xuyên, Tây Tạng, Vân Nam, Chiết Giang), Việt Nam và Nam Mỹ.

## Phân biệt
Ngoài ra người ta còn dùng cây chó đẻ quả tròn (Phyllanthus niruri Linn), là cây thảo mọc hàng năm, nhẵn. Thân màu hồng nhạt, các cành có góc. Cụm hoa ở nách gồm một hoa đực và một hoa cái hoặc chỉ có hoa cái. Hoa đực có cuống rất ngắn, đài 5-6 hình bầu dục mũi mác, đĩa mật gồm những tuyến rất bé, nhị 3. Hoa cái cũng có cuống ngắn, đài 5-6 giống ở hoa đực nhưng rộng hơn một ít, đĩa mật hình đấu có 5 thùy sâu, các vòi nhụy rất ngắn, rời nhau chẻ đôi ở đầu, bầu hình cầu. Quả nang hình cầu. Ra hoa từ tháng 1-10. Cây mọc dại trong vườn, gặp khắp nơi ở các miền nhiệt đới.

## Cách sử dụng
Nhổ toàn cây, rửa sạch phơi nắng gần khô, đem phơi trong râm. Cây có vị hơi đắng ngọt, tính mát. Theo kinh nghiệm dân gian, toàn bộ cây được sử dụng làm thuốc, có tác dụng giảm đau, chữa viêm gan, thông tiểu, có nơi còn sử dụng chữa bệnh viêm gan virus B, trị trẻ con cam tích, phù thũng do viêm thận, nhiễm trùng đường tiểu, sỏi bàng quang, viêm ruột, tiêu chảy, họng sưng đau.
Cây chó đẻ răng cưa còn có tác dụng bảo vệ gan cho những người uống nhiều bia rượu, làm giảm nguy cơ nhiễm độc gan. Hiện nay cây chó đẻ răng cưa đã được đưa vào sử dụng làm thuốc rất rộng rãi với các tên gọi như HAMEGA, DIHACA...
Có thông tin là uống cây chó đẻ có thể gây vô sinh, tuy nhiên đây là thông tin không có căn cứ. Trong các nghiên cứu chưa tác giả nào đề cập đến nước sắc cây chó đẻ gây tác dụng phụ này.